# Ana Drev
Ana Drev (Slovenj Gradec, 6 augustus 1985) is een Sloveense alpineskiester. Ze nam driemaal deel aan de Olympische Winterspelen, maar behaalde geen medaille.

## Carrière
Drev maakte haar wereldbekerdebuut in oktober 2001 tijdens de reuzenslalom in  Sölden. Ze stond nog nooit op het podium van een wereldbekerwedstrijd.
Op de Olympische Winterspelen 2006 nam ze deel aan de super G en de reuzenslalom. Op deze Olympische reuzenslalom eindigde ze negende. Vier jaar later, in Vancouver, was ze opnieuw van de partij op de Olympische Spelen. Als beste resultaat liet ze een negentiende plaats op de reuzenslalom optekenen.

## Resultaten

### Titels
Sloveens kampioene super G - 2004
Sloveens kampioene slalom – 2004, 2005, 2010

### Wereldkampioenschappen
| Jaar | Plaats            | Resultaten                  |
| ---- | ----------------- | --------------------------- |
| 2003 | Sankt Moritz      | DNF Slalom DNF Reuzenslalom |
| 2005 | Bormio            | 24e Reuzenslalom            |
| 2007 | Åre               | DNF Reuzenslalom            |
| 2009 | Val d'Isère       | 14e Reuzenslalom            |
| 2013 | Schladming        | 10e Reuzenslalom            |
| 2015 | Vail/Beaver Creek | 24e Reuzenslalom            |
| 2017 | Sankt Moritz      | 7e Reuzenslalom             |

### Olympische Spelen
| Jaar | Plaats      | Resultaten                  |
| ---- | ----------- | --------------------------- |
| 2006 | Turijn      | 9e Reuzenslalom 45e Super G |
| 2010 | Vancouver   | 19e Reuzenslalom DNF Slalom |
| 2018 | Pyeongchang | DNF2 Reuzenslalom           |

### Wereldbeker

#### Eindklasseringen
| Seizoen   | Algm | SL  | RS  | SG  | SC  |
| --------- | ---- | --- | --- | --- | --- |
| 2004/2005 | 110e | -   | 52e | -   | -   |
| 2005/2006 | 59e  | -   | 22e | -   | 42e |
| 2006/2007 | 95e  | -   | 30e | -   | -   |
| 2007/2008 | 59e  | 45e | 19e | 47e | -   |
| 2008/2009 | 113e | -   | 47e | -   | -   |
| 2010/2011 | 115e | -   | 41e | -   | -   |
| 2011/2012 | 85e  | -   | 35e | -   | -   |
| 2012/2013 | 63e  | -   | 23e | -   | -   |
| 2014/2015 | 64e  | -   | 23e | -   | -   |
| 2015/2016 | 35e  | -   | 7e  | -   | -   |
| 2016/2017 | 36e  | -   | 8e  | -   | -   |
| 2017/2018 | 38e  | -   | 8e  | -   | -   |
| 2018/2019 | 106e | -   | 41e | -   | -   |